# Raoul Becquet
Raoul Becquet est un homme politique français né le 4 décembre 1887 à Biville-sur-Mer (Seine-Inférieure) et mort le 10 juillet 1977 à Tocqueville-sur-Eu  (Seine-Maritime).

## Biographie
Il fait sa carrière dans le secteur de l'agriculture. Il est élu maire de Biville-sur-Mer en 1919, mandat qu'il garde au cours de la IIIe République et la IVe République. Il est membre de la Chambre d'agriculture de la Seine-inférieure et deviendra, en 1945, président de l'Union syndicale agricole de ce département.
Il se présente lors des élections législatives de 1946 aux côtés de Pierre Courant, mais il n'est pas élu, car il est troisième et la liste n'obtient que deux sièges. Il accède à l'Assemblée, en 1948, lors de l'élection de René Coty au Conseil de la République. Il est réélu en 1951 mais battu en 1955.

## Distinctions
- Chevalier de la Légion d'honneur en 1956[1].
- Officier de l'ordre du Mérite agricole.
- Médaille d'honneur départementale et communale, échelon vermeil, au titre de « député, maire de Biville-sur-Mer » (1955)[2]